# آلن گلدارد
آلن گلدارد (انگلیسی: Alan Geldard؛ ۱۶ آوریل ۱۹۲۷ – ۲۸ فوریه ۲۰۱۸) دوچرخه‌سوار اهل بریتانیا بود.
وی در مسابقات کشوری و بین‌المللی در مجموع برندهٔ ۱ مدال برنز شده‌است.